# (33056) Ogunimachi
(33056) Ogunimachi est un astéroïde de la ceinture principale.

## Description
(33056) Ogunimachi est un astéroïde de la ceinture principale. Il fut découvert le 29 octobre 1997 à Nanyo par Tomimaru Okuni. Il présente une orbite caractérisée par un demi-grand axe de 2,44 UA, une excentricité de 0,16 et une inclinaison de 2,7° par rapport à l'écliptique.

## Compléments